# Manacus
Manacus là một chi chim trong họ Pipridae.